# Kudai (groupe espagnol)
Pour les articles homonymes, voir Kudai.
Kudai, stylisé KUDAI, est un groupe espagnol de thrash metal, originaire de Saint-Sébastien, dans le Pays basque. Ils chantent en basque, et leur style de heavy metal puissant et violent avec des synthétiseurs, des échantillonneurs et la voix mélodique de David le rapproche de Fear Factory et de Rob Zombie.

## Biographie

### Débuts

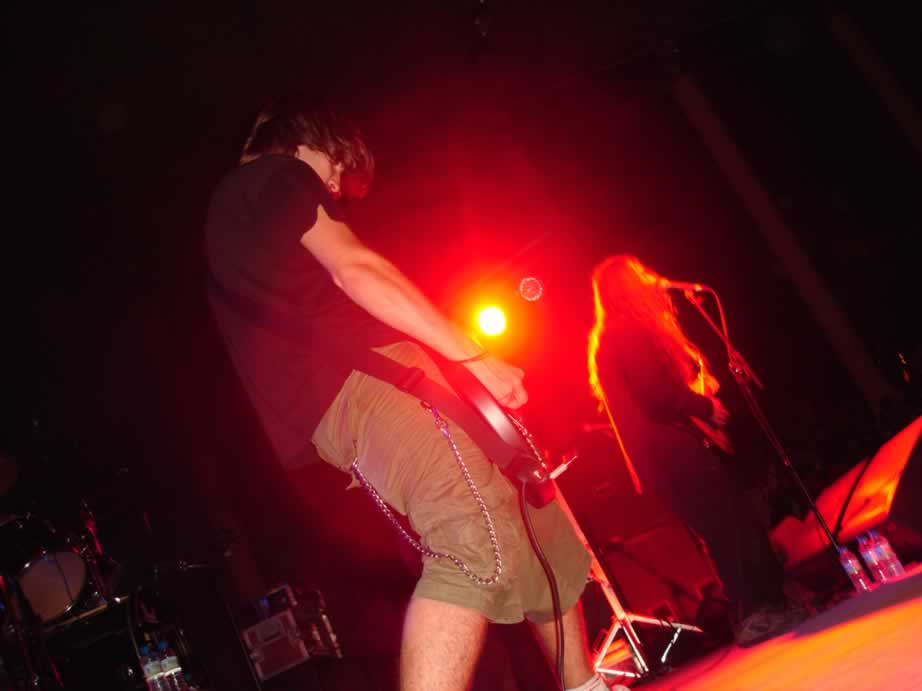
Kudai en concert en 2005.

En 2002, dans la ville de Saint-Sébastien, les amis Ekaitz (Eka) et Bortx commencent à jouer ensemble pour former un groupe, Ekaitz chantant tandis que Borja s'occupait de la guitare électrique et de la programmation du reste des instruments. Réalisant qu'il n'était pas le type de voix qu'ils recherchaient, ils contactent David en juillet de la même année, qui chanterait et jouerait de la guitare, tandis qu'Ekaitz s'occuperait de la basse. Quelques mois plus tard, Tito rejoint le groupe en tant que batteur. Le groupe tire son nom du dieu tatar Kudai, qu'ils ont découvert par hasard en surfant sur Internet.
Dans les mois qui suivent, ils commencent à composer les chansons qu'ils enregistreront plus tard pour l'album Hutsa et commencent à donner des concerts dans toute la région de Guipuscoa. Désireux de donner au groupe une touche plus moderne, Bortx commence à programmer des synthétiseurs et des échantillonneurs qui renforcent la musique qu'ils font. En raison d'un accident survenu à un membre du groupe, l'enregistrement de l'album a dû être retardé de quelques mois, mais finalement, en septembre 2003, ils commencent à enregistrer Hutsa dans les studios de Sonido XXI à Esparza de Galar, en Navarre, avec l'aide des frères Juanan et Javier San Martín. Dans cet album, le chanteur Sergio (du groupe Eraso) collabore en chantant la chanson-titre. Alber Nekrotech (Nekrotech) a également collaboré en ajoutant des échantillonneurs à la chanson Ni naiz. En juin 2004, l'album sort chez Oihuka. En septembre de la même année, le clip vidéo de Ni naiz (réalisé par Fran Araujo) est tourné. Il est diffusé sur plusieurs chaînes de télévision. En décembre 2004, Alber Nekrotech réalise un remix de la chanson Ni naiz, intitulé NxN (Ni nintzen), qui donne à la chanson un aspect plus dansant.
En 2005, sans cesser de donner des concerts, le groupe commence à composer ce qui sera le deuxième album, et en novembre 2005, comme pour l'album précédent, le deuxième album de Kudai est enregistré dans les studios Sonido XXI, toujours avec l'aide des techniciens de San Martín. Cette fois-ci, plusieurs collaborations ont lieu : Luisillo (Skalariak), Layla (Nok), Brigi (Koma), Alber (Nekrotech), Iker Sánchez et Igor Fdez. Ils sortent Arima Eroslea en 2006.

### Derniers albums
Le début de l'année 2008 est marqué par le départ d'Eka, l'un des deux fondateurs du groupe. Le poste de bassiste vacant est repris par Urtzi. En novembre de la même année, Kudai entre en studio d'enregistrement (également le Sonido XXI) pour enregistrer leur troisième album. Shah mat sort en avril 2009, avec l'aide d'Ortos, et est distribué par Gor. Une fois de plus sous licence Creative Commons. Disque relativement plus proactif que les deux précédents (Shah mat signifiant « échec et mat »), il a pour thèmes la liberté, la détermination, la rébellion et la lutte contre les vérités préconçues (avec une référence particulière aux dogmes religieux). Le son est principalement rythmique (avec une utilisation impressionnante de la double grosse caisse) et vocal, sur lequel viennent toutefois se greffer des overdubs, des synthétiseurs, des violons et des instruments inhabituels pour le metal, comme le sitar. Cet album est moins mélodique et moins électro-industriel que ses prédécesseurs, et plus résolument rock.
En juin 2013, le groupe sort son quatrième album, intitulé Harezko Dorreak,, dont les paroles des morceaux sont liées à la crise économique et sociale. Comme pour les précédents albums, il est enregistré aux studios Sonido XXI sous la direction de Javi San Martín. En novembre 2018, le groupe est annoncé pour un concert au festival Altzatarock.

## Membres

### Membres actuels
- David — voix, guitare
- Bortx — guitare, programmation d'instruments électroniques
- Tito — batterie
- Urtzi — basse (depuis 2008)

### Ancien membre
- Eka — basse (2002-2008)

## Discographie
- 2004 : Hutsa
- 2006 : Arima Eroslea
- 2006 : Shah Mat
- 2013 : Arezko Dorreak